# Koschenillsköldlus
Koschenillsköldlus (Dactylopius coccus) är en insekt som odlas för att tillverka färgämnet koschenill, även kallat karmin. 

## Historik
Färgämnet fick redan under 1500-talet stor kommersiell betydelse och spanjorerna hade skaffat sig monopol på handeln.
I merkantilismens tidevarv skulle Carl von Linné försöka uppföda koschenillöss i Sverige. 1755 kom en försändelse från Surinam – avsändaren var hans ”lärjunge” Daniel Rolander – i vilken bland annat några koschenillkaktusar fanns med. Exemplaren var fulla av löss. Olyckligtvis var inte Linné hemma vid leveransen. När hans trädgårdsmästare såg de många insekterna sköljde han omsorgsfullt bort dem. Linné berättar själv att han fick en svår migrän när han fått klart för sig vad som hade hänt, och därefter avskedade han trädgårdsmästaren.
Odling av koschenillsköldlöss var vanligare innan syntetiska färgämnen introducerades, men har på grund av ökad skepsis mot syntetiskt framställda produkter nu fått en renässans. För odlingen används kochenillkaktusar (Nopalea) och opuntior (Opuntia).
Det röda färgämne som utvinns ur koschenillsköldlöss kan användas som livsmedelstillsats och har då E-numret E120.

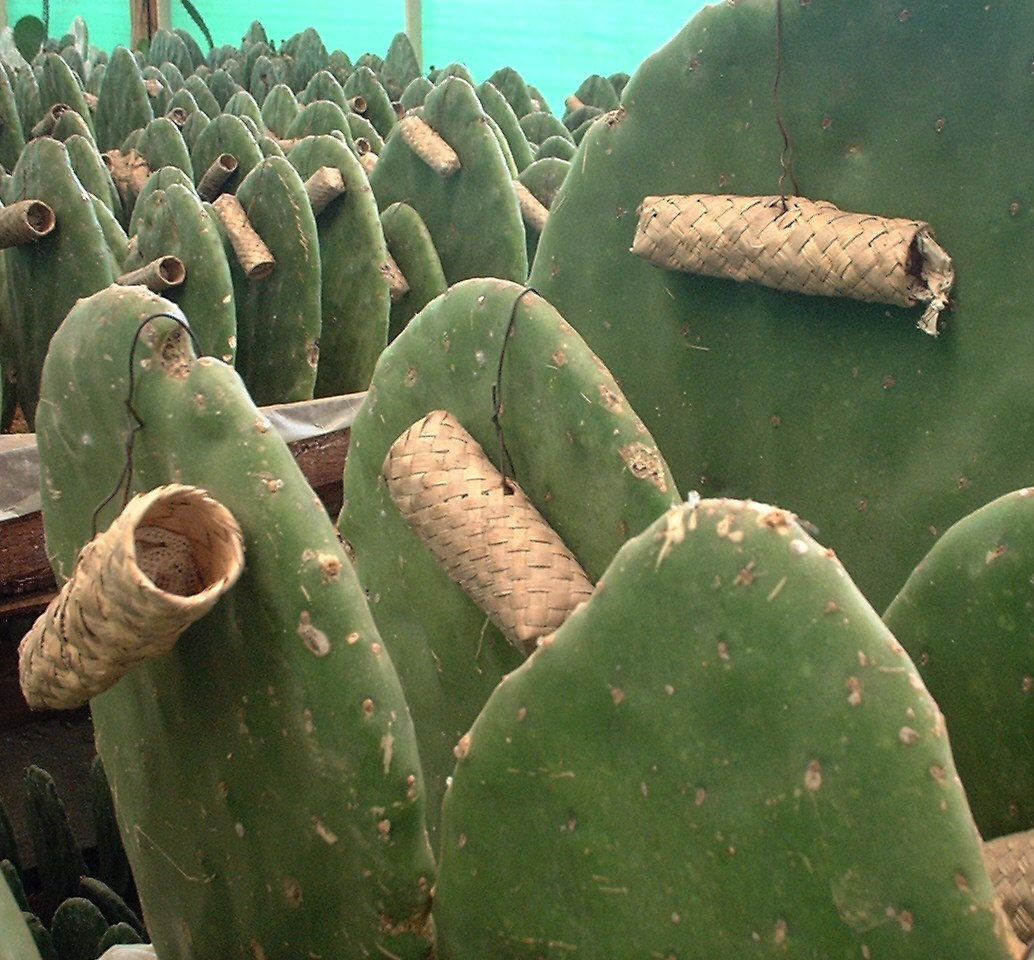
Odling av D. coccus på Nopalea i Mexiko.